# Rácz Vali
Rácz Vali (Gölle, 1911. december 25. – München, 1997. február 12.) magyar színész- és énekesnő.
Rácz Vali közkedvelt előadóművész volt, aki az 1930-as évek végén és az 1940-es évek elején élte fénykorát. Amellett, hogy rendszeres fellépője volt a zenés kluboknak, lemeze jelent meg, s emellett 21 filmben is szerepet kapott. Elbűvölő kinézete és szexepilje hozzásegítette, hogy a „magyar Marlene Dietrichként” emlegessék.

## Életpályája
1911. december 25-én született a dél-dunántúli Gölle községben, mélyen vallásos római katolikus szülők egyetlen gyermekeként. Apja a falu iskolájának kántortanítója volt. Az elemi iskola után 10 évesen a dombóvári Szent Orsolya-rendi zárdában folytatta tanulmányait, itt alakultak ki jellemének fő vonásai: céltudatosság, vasakarat, szigorú önfegyelem, önuralom. Tanult Kaposváron a leánygimnáziumban, majd tüdőbetegsége miatt Alsó-Ausztriában (Zwettl, 1928-29). Miután befejezte tanulmányait a kaposvári katolikus gimnáziumában, Budapestre költözött, s a Liszt Ferenc Zeneakadémián tanult. Nem sokkal az érettségi után – mezzoszoprán hangjának köszönhetően – kisebb filmszerepeket kapott énekesként, nem sokkal azután pedig a kor népszerű dalszerzői írtak számára slágereket.
1932-ben végezte el a Zeneakadémiát. A következő két esztendőben a Városi és a Magyar Színházban játszott, majd 1936-tól három éven át a Terézkörúti Színpadon énekelt, miközben megtartotta városi színházi állását is. Kiváló színészi adottságokkal is rendelkezett: különösen sikeres volt ifj. Johann Strauss A denevér című operettjében, amelyben Orlovszky herceget alakította, és Offenbach Orfeusz az alvilágban című dalművében, ahol a címszerepet játszotta. 
Prózai filmszerepekre is felkérték. Huszonegy filmben szerepelt, melyek közül az 1941-ben készült Magdolna és az 1943 kora őszén forgatott Majális a legemlékezetesebbek. Készült vele egy zenés rövidfilm is a negyvenes évek elején, amely portréfilmnek is felfogható – Cigarettafüst címmel.

### A második világháború alatt
A II. világháború idején ő volt a keleti fronton harcoló magyar csapatok egyik kedvence. 1944 áprilisában, amikor a náci csapatok megszállták Magyarországot, s megkezdték az ország zsidó lakosságának kitelepítését, Vali érintetté vált: zsidó barátait rejtegette elegáns villájában Budapesten. Ez év áprilisa és novembere között öt zsidó élt ott titokban, ameddig véletlenül az egyik menekült férje le nem buktatta. A magyar titkosrendőrség letartóztatta és fogva tartották a székhelyükön, a hírhedt Hotel Majesticben, ahol a foglyokat kihallgatták és gyakran meg is kínozták, mielőtt elszállították a munkatáborokba vagy nyilvánosan kivégezték őket.
Segítői közbenjárására megmenekült a kivégzéstől, s végül elengedték. A zsidók, akiket bújtatott, sikeresen megúszták az elfogatást, és mindannyian túlélték a háborút, némelyikük később Izraelbe emigrált. 1991. szeptember 4-én, majdnem fél évszázaddal a történtek után a jeruzsálemi Yad Vashem a Világ Igaza címet adományozta neki.

### Magánélete
1946-ban Rácz Vali összeházasodott az író és újságíró Halász Péterrel. Fiuk, Valér 1950-ben született, majd két évvel később megszületett lányuk, Mónika (aki később Monica Porterként vált ismert újságíróvá Londonban). A család az 1956-os forradalmat követően az Amerikai Egyesült Államokba menekült. 1970-ben visszaköltöztek Európába, majd 1975-ben Rácz Vali és férje Münchenben telepedett le fiukkal együtt. Férje ekkor a Szabad Európa Rádiónak dolgozott. Rácz Vali itt halt meg 1997. február 12-én.

## Emlékezete
Monica Porter könyve édesanyja háborús hőstettéről Deadly Carousel: A Singer's Story of the Second World War címmel 1990-ben került először publikálásra, mely egy szélesebb, Magyarországon kívüli közönség figyelmét is felhívta Rácz Vali életére és karrierjére. Magyar kiadása: Halálos körhinta – Rácz Vali, a dizőz (Erdélyi Szalon Kft., 2019. ISBN 9786156016430)

„Rácz Vali sikeres énekes- és filmszínésznő volt, a magyar közönség hatalmas kedvence. Fiatal, gyönyörű és árja nő volt. Habár a nácik nem jelentettek számára különösebb fenyegetést, mégsem élt nyugalomban a zsidók üldöztetése miatt, akik közül számos jó barátja, mentora és kollégája került ki. Az életét kockáztatta azzal, hogy Buda lakónegyedében levő elegáns villáját titkos búvóhellyé alakította át zsidó barátai számára.”

– Monica Porter

1990. május 27. óta a gölleiek emlékmúzeummal emlékeznek meg a község híres szülöttéről, Rácz Valiról. A múzeumban helyet kaptak a művésznő fellépőruhái, korabeli újságcikkek, képeslapok, fotók és egyéb relikviák.
2010 nyarán megjelent Agnes Grunwald-Spier könyve The Other Schindlers: Why Some People Chose to Save Jews in the Holocaust címmel, melyben négy oldalon keresztül Rácz Valiról is megemlékezik az írónő.
2012. január 20-án a Somogy Megyei Múzeum Igazgatósága megnyitotta időszakos Rácz Vali kiállítását a színész-, énekesnő születésének 100. évfordulója alkalmából. A kiállítás 2012. július 31-ig fogadta a látogatókat.

## Filmjei

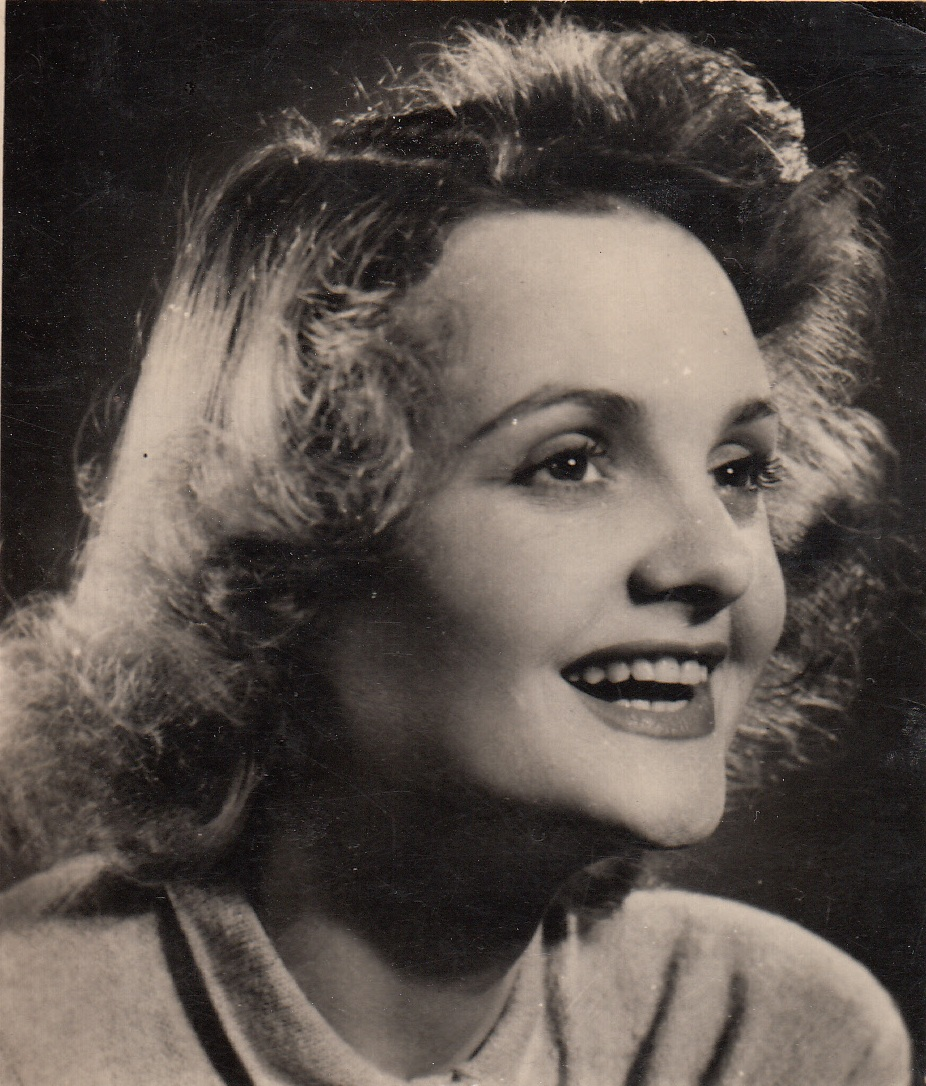
Rácz Vali Az éjszaka lánya (1942) című filmben

| Megjelenés | Film címe              | Szerepek                        |
| ---------- | ---------------------- | ------------------------------- |
| 1936       | Pókháló                | Énekesnő                        |
| 1938       | A leányvári boszorkány | A szép Meluzina                 |
| 1939       | 5 óra 40               | Énekesnő                        |
| 1939       | Két lány az utcán      | Manci                           |
| 1939       | Karosszék              | Rádióénekesnő                   |
| 1939       | Toprini nász           | Lola                            |
| 1940       | Hazafelé               | Dorothea                        |
| 1941       | Szeressük egymást      |                                 |
| 1941       | Cigarettafüst          | Művésznő                        |
| 1941       | Három csengő           | Énekesnő                        |
| 1942       | Magdolna               | Jolanta                         |
| 1942       | Bűnös vagyok           | Sári, Lola barátnője            |
| 1942       | Éjfélre kiderül        | Molly, az elnök kitartottja     |
| 1942       | Bajtársak              | Énekesnő                        |
| 1942       | Gyávaság               |                                 |
| 1942       | Annamária              |                                 |
| 1943       | Az éjszaka lánya       | Emmi                            |
| 1943       | Majális                | Ferike, a primadonna            |
| 1946       | Stabil a csók!         |                                 |
| 1947       | Fehér vonat            | Barbara, Ákos régi menyasszonya |
| 1955       | Az élet hídja          |                                 |